# Bromur de dioxigen
El bromur de dioxigen és el compost químic amb la fórmula O₂Br. Està compost de brom i oxigen. Forma cristalls inestables de color groc a taronja-groc. Va ser aïllat primer per R. Schwarz i M. Schmeißer el 1937 i hi ha la hipòtesi sobre que sigui important en les reaccions en l'atmosfera entre el brom i l'ozó. És similar al clorur de dioxigen.

## Reaccions
El bromur de dioxigen es forma quan un corrent elèctric passa a través d'una mescla dels gasos dibrom i dioxigen a baixes temperatures i baixes pressions. També es pot formar tractant gas dibrom i ozó en triclorofluorometà a −50 °C.
Quan es mescla amb una base química, el bromur de dioxigen dona els anions bromur i bromat:
6 BrO₂ + 6 NaOH → NaBr + 5 NaBrO₃ + 3 H₂O